# 伴久美子

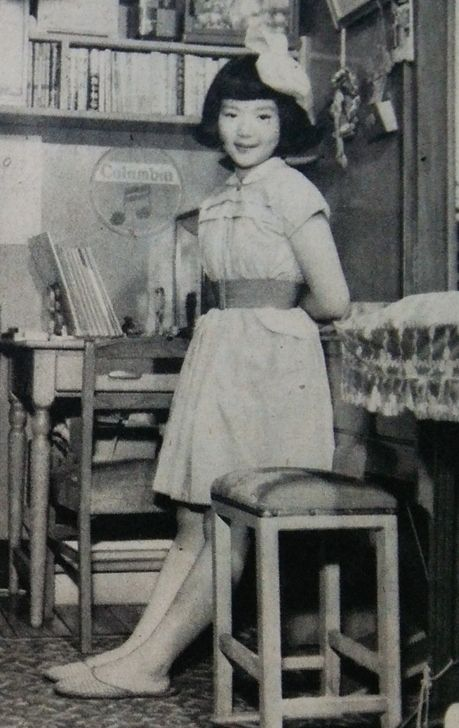
1953年

伴 久美子（ばん くみこ、1942年〈昭和17年〉4月10日 - 1986年〈昭和61年〉5月10日）は、童謡歌手。東京都荒川区出身。

## 経歴
幼少期よりアマリリス児童合唱団に入り、小学校三年生の時、NHK『子どものど自慢』に1位入賞。
たまたま、その時の歌唱を聞いていた佐々木すぐるの目に留まり、コロムビア専属童謡歌手となる。
佐々木の指導方法に無理があったため、半年後突然声が出なくなるという不幸に見舞われるが、コロムビアの当時の担当ディレクターが指導方法を改善した結果、歌えるまでに回復する。
サトウハチロー、中田喜直などが曲を提供し、「猫踏んじゃった」、「ナコちゃん」、「めんこい仔馬」、「べこの子うしの子」、「わらいかわせみに話すなよ」などたくさんのヒット曲を吹き込む。
1957年（昭和32年）から始まった風邪薬のルルのCMに出演。伴久美子がCMソングを口ずさむ構成は、その後も歴代イメージキャラクターが継続した。
その後、童謡歌手を引退し、家業である時計メーカーを継ぎ、専務取締役となった。
1986年（昭和61年）5月10日、脊髄腫瘍により44歳で死去。